# Bziny
Bziny (Hongaars: Bezine) is een Slowaakse gemeente in de regio Žilina, en maakt deel uit van het district Dolný Kubín.
Bziny telt 557 inwoners.